# Ona (film 2013)
Ona (ang. Her, 2013) – amerykański melodramat z elementami fantastycznonaukowymi w reżyserii i według scenariusza Spike’a Jonze’a.
Światowa premiera filmu nastąpiła 12 października 2013 roku w ramach Nowojorskiego Festiwalu Filmowego. Następnie film został zaprezentowany 11 listopada na 8. Międzynarodowym Festiwalu Filmowym w Rzymie, na którym to Scarlett Johansson otrzymała nagrodę dla najlepszej aktorki.
Ponieważ rola Scarlett Johansson w filmie opierała się wyłącznie na głosie, Hollywoodzkie Stowarzyszenie Prasy Zagranicznej przyznające Złote Globy, nie brało pod uwagę roli przy nominowaniu do nagrody. Amerykańska Akademia Sztuki i Wiedzy Filmowej nagradzająca Oscarami, jak i Gildia Aktorów Ekranowych nie miały żadnych zastrzeżeń.

## Fabuła
Theodore Twombly to ułożony, uduchowiony człowiek, który zarabia na życie, pisząc wzruszające, osobiste listy dla innych ludzi. Załamany po zakończeniu długiego związku, staje się zaintrygowany nowym, zaawansowanym systemem operacyjnym, który zapowiadał posiadanie intuicyjnego podmiotu w sobie, indywidualnego dla każdego użytkownika. Po uruchomieniu systemu Theodore zachwyca się poznaniem „Samanthy” − jasnym, kobiecym głosem, który jest wnikliwy, wrażliwy i zaskakująco zabawny. Potrzeby i pragnienia głosu rosną, wraz z potrzebami Theodore’a, ich przyjaźń pogłębia się.

## Obsada
- Joaquin Phoenix jako Theodore Twombly
- Amy Adams jako Amy
- Scarlett Johansson jako Samantha (głos)
- Rooney Mara jako Catherine
- Chris Pratt jako Paul
- Matt Letscher jako Charles
- Portia Doubleday jako Isabella
- Kristen Wiig jako SexyKitten
- Sam Jaeger jako dr Johnson
- Luka Jones jako Mark Lewman
- Olivia Wilde jako dziewczyna z szybkiej randki
- Soko jako Isabella (głos)
- Brian Cox jako Alan Watts

i inni

## Nagrody i nominacje
86. ceremonia wręczenia Oscarów
- nagroda: najlepszy scenariusz oryginalny − Spike Jonze
- nominacja: najlepszy film − Megan Ellison, Spike Jonze i Vincent Landay
- nominacja: najlepsza muzyka − William Butler i Owen Pallett
- nominacja: najlepsza piosenka The Moon Song − muzyka: Karen O; słowa: Karen O i Spike Jonze
- nominacja: najlepsza scenografia i dekoracja wnętrz − K.K. Barrett (scenografia) i Gene Serden (dekoracja wnętrz)

71. ceremonia wręczenia Złotych Globów
- nagroda: najlepszy scenariusz − Spike Jonze
- nominacja: najlepszy film komediowy lub musical
- nominacja: najlepszy aktor w filmie komediowym lub musicalu − Joaquin Phoenix

18. ceremonia wręczenia Satelitów
- nominacja: najlepszy scenariusz oryginalny − Spike Jonze
- nominacja: najlepsza muzyka − Arcade Fire

8. Międzynarodowy Festiwal Filmowy w Rzymie
- nagroda: najlepsza aktorka − Scarlett Johansson
- nominacja: najlepszy film − Spike Jonze